# Уяс (деревня)
Уяс — деревня в составе Октябрьского городского округа в Пермском крае.

## Географическое положение
Деревня расположена в западной части округа, примерно в 27 километрах на запад-северо-запад по прямой от поселка Октябрьский.

## Климат
Климат характеризуется как умеренно континентальный, с холодной продолжительной снежной зимой и коротким тёплым летом. Среднегодовая температура воздуха — +0,3 °C. Средняя температура воздуха самого холодного месяца (января) — −16,3 °C (абсолютный минимум — −49 °C); самого тёплого месяца (июля) — +16,5 °C (абсолютный максимум — +37 °C). Среднегодовое количество осадков составляет около 600 миллиметров, из которых большая часть выпадает в тёплый период. Снежный покров держится в течение 160—170 дней.

## История
Деревня известна с 1869 года как Верх-Уяс. До 2020 года входила в состав Енапаевского сельского поселения Октябрьского района. После упразднения обоих муниципальных образований входит в состав Октябрьского городского округа.

## Население
Постоянное население составляло 52 человека в 2002 году (100 % русские), 1 человек в 2010 году.